# Farní sbor Slezské církve evangelické augsburského vyznání v Neborech

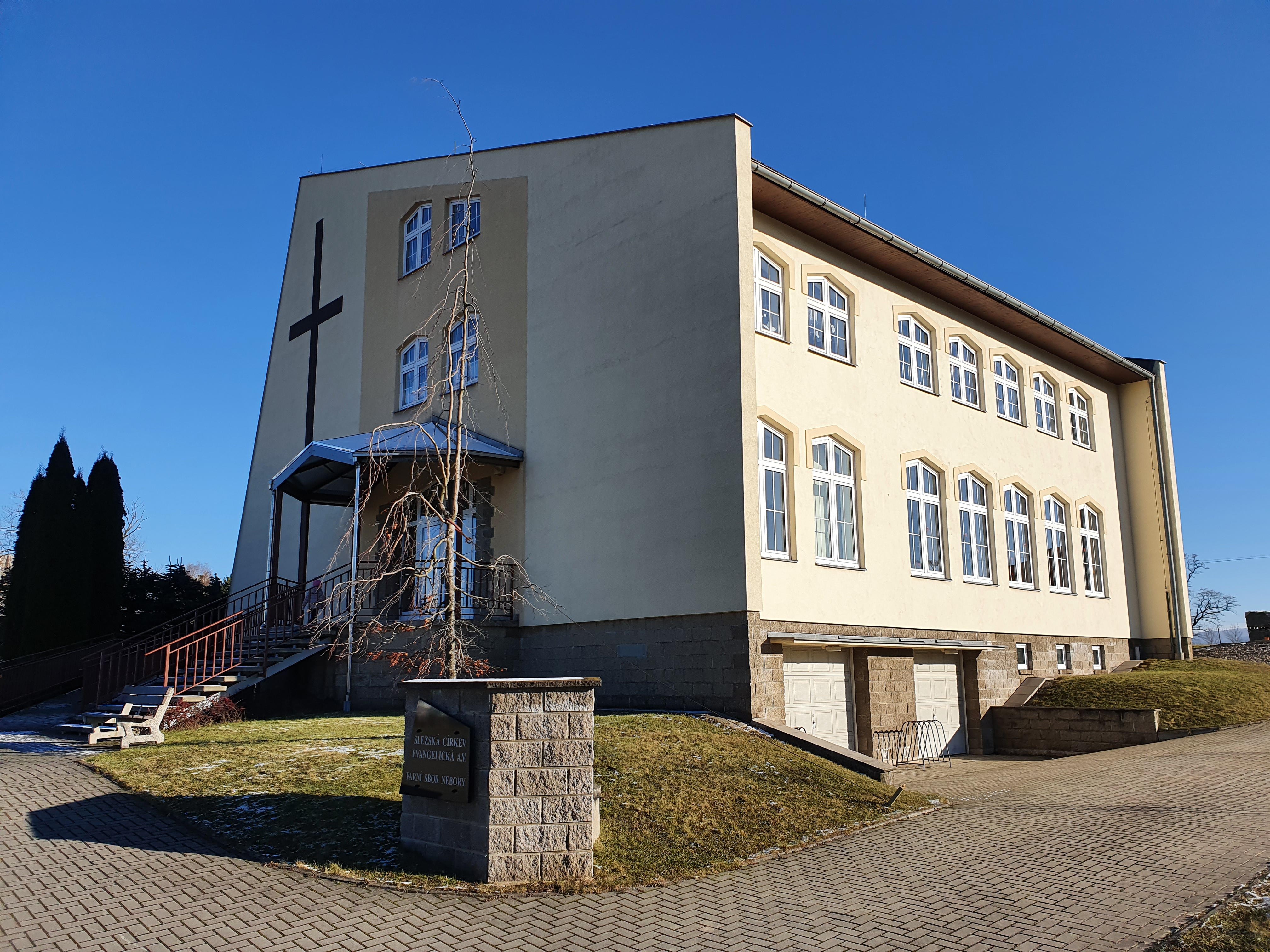
FS SCEAV Nebory

Farní sbor Slezské církve evangelické augsburského vyznání v Neborech je sborem Slezské církve evangelické augsburského vyznání se sídlem v Českém Těšíně. Sbor spadá pod Třinecký seniorát. Sbor byl založen roku 2002, vznikl odloučením od sboru v Třinci. Služba sboru se uskutečňuje v moderní modlitebně vystavěné v letech 1997–2001. Sboru dále náleží hřbitov se zvonicí v Neborech.

## Historie
Historie evangelického hnutí v Neborech sahá do období před 2. světovou válkou, k jeho rozvoji však došlo až po válce. Zdejší evangelíci byli součástí třineckého sboru a na bohoslužebná shromáždění docházeli do třineckého chrámu. Kromě toho se scházeli také v Neborech, v sále Spolku rozhodných křesťanů.
Po roce 1968 se evangelizační činnost věřících v Neborech rozvíjela (biblické hodiny, pěvecký sbor, sbor mandolinistů, nedělní besídky pro mládež a dorost, akce pro širší veřejnost ap.) V období normalizace byla činnost Spolku Rozhodných křesťanů státními orgány zakázána a jejich modlitebna uzavřena. Zázemí společenství evangelíků poskytli manželé Macurovi, kteří nabídli místo ke shromažďování věřících.
Po roce 1989, s příchodem faráře Stanislava Piętaka do třineckého sboru, byla oficiálně založena kazatelská stanice v Neborech. Zároveň s tím bylo rozhodnuto zakoupit vhodný pozemek na stavbu vlastního sborového domu. Po vyřízení všech formalit byla na jaře 1997 zahájena stavba. Po čtyřech letech, v roce 2001, byla stavba sborového domu dokončena, zkolaudována a předána veřejnosti. Slavnostní posvěcení farářem Stanislavem Piętakem proběhlo 21. října 2001. V roce 2002 byl při sborovém domě oficiálně založen Farní sbor Slezské církve evangelické augsburského vyznání v Neborech.

## Popis stavby
Moderní čtyřpodlažní budova obdélníkového půdorysu s prvky brutalistní architektury byla postavena podle projektu Jana Kidoně. Stojí na vlastním pozemku uprostřed městské části Nebory. Střecha je sedlová a svým tvarem zapadá do beskydské krajiny. Východní průčelí je v celé výšce proskleno dvěma pásy oken. Motiv hlavního kříže je tvořen přímo konstrukcí objektu, postranní dva kříže jsou součástí prosklené plochy. Je zde tak uplatněna symbolika tří křížů a biblické Golgoty. V interiéru se nacházejí dva shromažďovací sály, velký se 110 a malý s 50 místy k sezení. Maximální kapacita je 270 osob. Podkroví je zařízené pro program pro děti, dorost a mládež. V budově jsou také dva služební byty a dva pokoje pro hosty.

## Pastoři (administrátoři) a ostatní ordinovaní služebníci sboru
- Stanislav Piętak (administrátor, 2001 a 2006)
- Bohdan Taska (administrátor, 2002 a 2020-2024)
- Witold Strumpf (administrátor, 2003–2006)
- Jan Hracki (diakon, od r. 2005)
- Vlastimil Ciesar (administrátor, 2007–2020)
- Jiří Chodura (administrátor, od r. 2024)